# Le temps tourne à l'orage
Singles de Elsa
Sous ma robe
(mars 1997) Mon amour
(avril 2004)
Pistes de Chaque jour est un long chemin
Je porte mon cœur sur la main Quand je serai morte
Le temps tourne à l'orage est le 21e single d'Elsa, 3e extrait de son album Chaque jour est un long chemin.
La chanson raconte l'histoire d'une femme isolée, qui semble murée dans la mélancolie et la tristesse.
Aucun vidéo clip n'a été tourné pour promouvoir la chanson.

## Supports commerce
- CD monotitre promotionnel
  - Piste 1 : Le temps tourne à l'orage  (Radio edit) 3:20

## Anecdotes
Le temps tourne à l'orage sera le dernier single sorti sous le label BMG/Ariola. À la suite des mauvaises ventes de son album et des singles extraits, la maison de disques rompra tout contrat avec la chanteuse. S'ensuivra un procès qui durera huit ans, gagné par l'artiste.